# Ramón Freire (marino)
Ramón Felipe Freire Goytizolo (Lima, 1849 - Ibídem, 18 de junio de 1903) fue un marino peruano. Participó en la campaña naval de la Guerra del Pacífico.

## Biografía
Fue hijo del general y político Nicolás Freire González y de Eustaquia Goytizolo Laos. Era sobrino nieto del general chileno Ramón Freire Serrano —quien fue director supremo y presidente de Chile.
En 1861, cuando su padre era ministro de Guerra y Marina, fue admitido como guardiamarina cursante en el Colegio Naval Militar. 

## Relaciones, matrimonio e hijos
Tuvo una relación con Juana Martín, con quien tuvo dos hijos. Posteriormente, contrajo matrimonio con Amalia Aramburú Sarrio, con quien tuvo tres hijos.

## Vida pública
En 1864, ya como alférez de artillería, fue destinado al 2° Batallón de Marina. Ejerció también como profesor del Colegio Naval Militar. Pasó a servir en la fragata Apurímac y participó en el combate de Abtao del 7 de febrero de 1866.
Era ya teniente segundo efectivo y se hallaba sirviendo en la corbeta América, cuando ocurrió el terremoto y maremoto de Arica de agosto de 1868, que ocasionó el naufragio de dicha nave.
En noviembre de 1868 formó parte de la comisión de marinos enviados a la costa este de los Estados Unidos para traer en remolque a los monitores Manco Cápac y Atahualpa, embarcándose en este último.
En mayo de 1870 fue ascendido a teniente primero efectivo. Nombrado 2.º comandante del transporte Tumbes (1870) y de la fragata Independencia (1872).
Estuvo entre los firmantes de la proclama de la Marina contra el golpe de Estado de los coroneles Gutiérrez (23 de julio de 1872).
En 1873, ya como capitán de corbeta, integró la comisión que viajó a Inglaterra para supervisar la construcción de las cañoneras Chanchamayo y Pilcomayo, y regresó como comandante de esta última, arribando al Callao el 11 de enero de 1875.
El 1 de marzo de 1875 se casó con Amalia Aramburú Sarrio (hermana de Andrés Avelino Aramburú Sarrio). En 1877, ya como capitán de fragata graduado, fue nombrado subdirector de la Escuela de Grumetes, que funcionaba a bordo del Apurímac.
Al estallar la Guerra del Pacífico fue embarcado en el monitor Huáscar como tercer jefe. Participó en la campaña naval de 1879. Resultó herido en una pierna durante el combate naval de Iquique del 21 de mayo de 1879. En agosto de 1879 fue nombrado segundo comandante del Rímac, el transporte capturado a los chilenos. El 14 de noviembre de 1879 ascendió a capitán de fragata efectivo.
Tras la ocupación de Lima por las fuerzas chilenas, quedó sin colocación. En mayo de 1881 fue nombrado subprefecto de la capital peruana.
Finalizada la guerra, se reincorporó en la marina. Fue comandante del vapor Perú de 1886 a 1888. Enseguida fue nombrado prefecto de Huánuco.
El 20 de noviembre de 1888 fue ascendido a capitán de navío graduado. En 1890 fue nombrado capitán del puerto del Callao. En 1901 pasó a ser comandante del crucero Constitución y director de la Escuela de Grumetes. Falleció en 1903 y le sobrevivieron su viuda Amalia Aramburú Sarrio y  sus hijos Felicia Margarita, María, Blanca Rosa, Ramón Eduardo y Zoila. Sus restos mortales descansan en el Cementerio Presbítero Matías Maestro.